# سعد أباد السفلي (حومة بم)
سعد أباد السفلی (بالفارسية: سعدآباد سفلی) هي قرية تقع في إيران في منطقة مركزية ريفية. يقدر عدد سكانها بـ 27 نسمة .